# James Bezan
James Bezan, né le 19 mai 1965 à Russell (Manitoba), est un homme politique canadien membre du Parti conservateur du Canada. Il est actuellement député à la Chambre des Communes pour la circonscription manitobaine de Selkirk—Interlake, et ce depuis 2004.

## Biographie
Il s'oppose au statut de monopole de la Commission canadienne du blé et prône un membership purement volontaire. Il s'oppose également au registre fédéral des armes à feu et au mariage entre personnes de même sexe. Il figure à la liste des personnalités interdites de séjour en Russie dans le cadre de la crise ukrainienne, depuis le 24 mars 2014.

## Source
- (en) Cet article est partiellement ou en totalité issu de l’article de Wikipédia en anglais intitulé « James Bezan » (voir la liste des auteurs).